# Yul Brynner
Pour les articles homonymes, voir Brynner.
Yul Brynner, né Yuliy Borisovich Bryner (en cyrillique Юлий Борисович Бринер), est un acteur russo-américain. Il est né d'un père mongol puis suisse et d'une mère russe, le 11 juillet 1920 à Vladivostok ou sur l'île Sakhaline (république d'Extrême-Orient), et mort le 10 octobre 1985 à New York (États-Unis). Entre 1949 et 1976, il tourne dans une quarantaine de films. 
Il devient largement connu pour son interprétation du roi Mongkut dans la comédie musicale Le Roi et moi (1951) pour laquelle il remporte deux Tony Awards, et remporte ensuite un Oscar pour l'adaptation cinématographique en 1956. Il a joué le rôle 4 625 fois sur scène et s'est fait connaître à cette occasion pour son crâne rasé, qu'il a conservé comme marque personnelle longtemps après l'avoir adopté pour Le Roi et moi.
Yul Brynner a également joué le rôle de Ramsès II dans l'épopée biblique de Cecil B. DeMille, Les Dix Commandements (1956). Il incarne la même année le général Bounine dans le film Anastasia, puis le tireur Chris Adams dans Les Sept Mercenaires (1960) et sa première suite Le Retour des sept (1966), ainsi que l'androïde « The Gunslinger » dans Mondwest (1973) et sa suite Les Rescapés du futur (1976).
Il a également travaillé comme acrobate de cirque , mannequin, réalisateur de télévision et photographe, et a été l'auteur de plusieurs livres, notamment sur la photographie, une de ses passions.

## Biographie

### Mystère sur ses origines
Jouant sur le mystère qu'il entretenait sur ses origines, Yul Brynner a rendu son existence encore plus exotique qu'elle ne l'était déjà. Il a souvent prétendu s’appeler Taidje Khan, être mi-japonais, mi-suisse, et être né sur l’île de Sakhaline en 1915 ou en 1920,. Parfois, il prétendait aussi être originaire d'une famille rom de Sakhaline. En France, durant les années 1930, on pouvait d'ailleurs l'entendre jouer des morceaux tziganes avec ses amis.
Au moment de sa mort, on ignorait encore la vérité ; elle ne sera dévoilée que des années plus tard par son fils Rock Brynner. Néanmoins, aujourd'hui encore, son année de naissance est sujette à caution,,.

### Famille

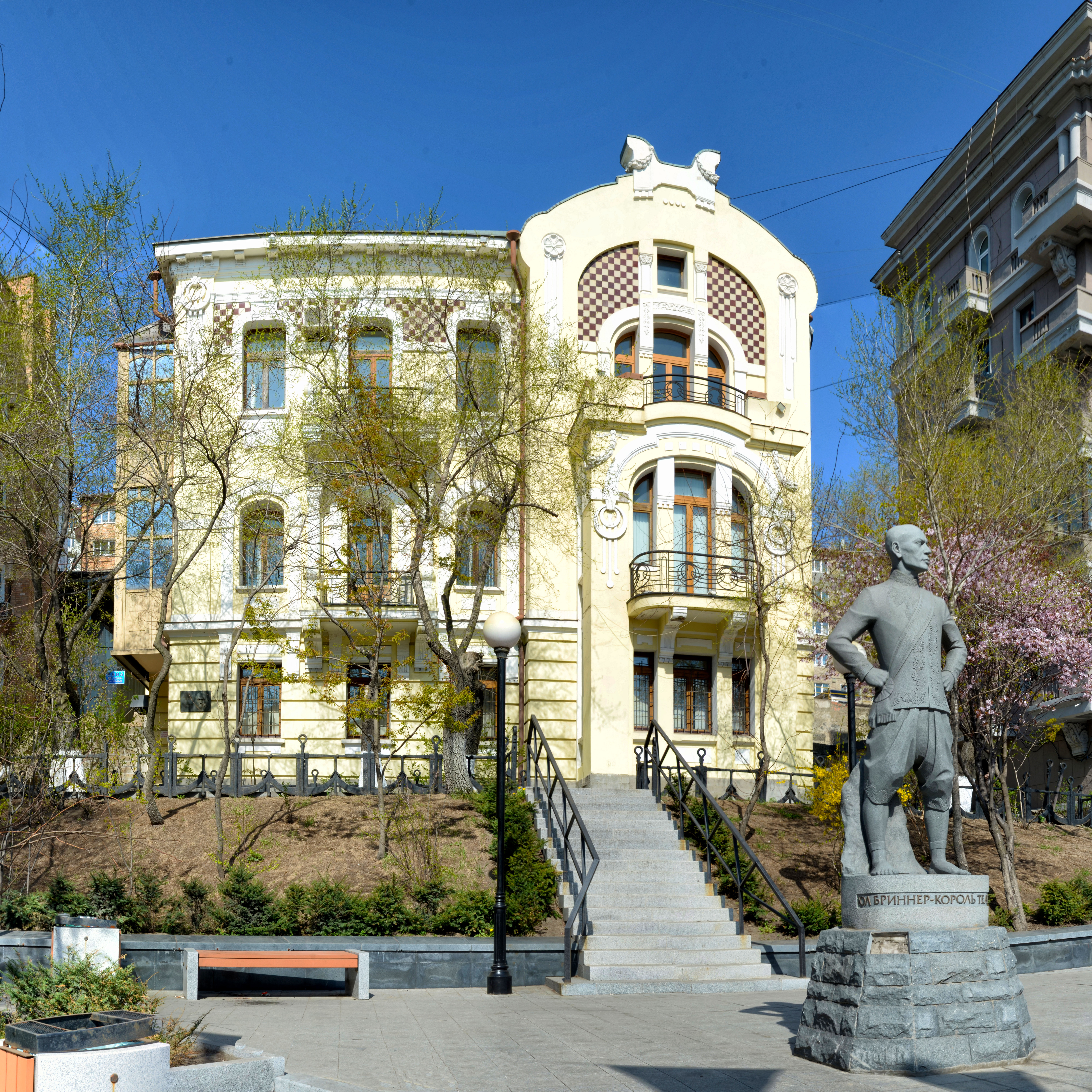
Manoir de Julius Bryner, devant lequel trône la statue de son petit-fils Juli (l'acteur Yul Brynner), rue Aleutskaya à Vladivostok.

Yuliy Borisovich Bryner naît le 11 juillet 1920 à Vladivostok en Russie,.
Il est le fils de Boris Ioulievitch Bryner (1889-1949) — un ingénieur des mines d'origine suisse par son père (Julius Joseph Bryner, né en 1849 à La Roche) ainsi que russe et de l'ethnie mongole des Bouriates par sa mère (Natalia Iossifovna Kourkoutova, originaire d'Irkoutsk) — et de Maroussia (Maria) Dimitrievna (1889-1943) née Blagovidova à Penza — fille d’un médecin d'origine russe et juive, converti à l’orthodoxie, Dmitry Ievrgafovitch Blagovidov et d'Anna Timofeevna Kireeva),,,, — ses parents s'étant mariés vers 1910. Sa mère Marousya a étudié au conservatoire de Saint-Pétersbourg pour devenir actrice et chanteuse mais c'est sa fille Vera (1912-1967) qui deviendra chanteuse lyrique et actrice, et son fils Yul acteur,,,.
Son grand-père suisse, Iulii Ivanovich Briner dit Julius Joseph Bryner (1849-1920), est un entrepreneur de grande envergure qui a joué un rôle notable dans l'industrialisation de la région de Vladivostok ; déjà en 1888, il exporte du bois vers la Chine, importe de la soie de Shanghai, possède des succursales en Extrême-Orient puis il s'installe à Vladivostok pour prendre la nationalité russe en 1890 et devient copropriétaire de la Compagnie maritime d'Extrême-Orient (Fesco, pour Far-East Sailing Company), possède plusieurs bâtiments à Vladivostok où se trouvent sa société Bryner, Kuznetsov & Co. s'occupant du stockage et de l'expédition des marchandises du port et un manoir de trois étages (ru) qu'il fait construire en 1913 dans le style Art nouveau romantique par l'architecte Georg Junghändel (ru) (dans lequel Yul Brynner serait né), ainsi que des monopoles pour l'exploitation des ressources naturelles (métaux, charbon, or) de la région (Tetukhe aujourd'hui Dalnegorsk, Primorye et la Société d’exploitation des placers Sofie Alexieeva). Son grand-père a aussi un domaine à Oust-Sidimi, et la crypte familiale se trouve d'ailleurs toujours dans ce village du sud du Primorié. Les parents Boris et Marousya le prénomment Juli en l'honneur de son grand-père paternel.
Au moment de la révolution russe de 1917, sa famille, aisée, fuit l'Empire russe, et s'installe surtout à Nice où existait déjà une communauté russe. Son père Boris qui a étudié à Pétrograd pour revenir à Vladivostok, devient ministre de l'Industrie et du Commerce de la république d'Extrême-Orient pendant la guerre civile de 1920. La famille Bryner fait ensuite de nombreux allers-retours entre la France et la Russie, surtout aux périodes où la situation est plus calme, par exemple, lors de la période de la nouvelle politique économique (NEP) en Russie bolchévique. Mais après l'avènement de Staline, à la fin des années 1920, sa famille quitte définitivement la Russie.

### Débuts en France
Le 15 avril 1958, alors qu'il est invité avec le comédien Fernandel à l'émission 36 chandelles de Jean Nohain, Fernandel (né en 1903) raconte que Yul Brynner avait le même âge que lui, et qu'il l'avait croisé en 1924 à l'ABC, une salle de spectacles de cabaret de Marseille où il jouait de la musique tzigane. Brynner déclarera[réf. souhaitée] également avoir assisté à plusieurs spectacles de Fernandel à l'Alcazar de Marseille, entre 1924 et 1927, et qu'ils étaient bons amis avec Bréols (né en 1905) et Andrex (né en 1907). Par l'intermédiaire de Fernandel, Juli Bryner fera la connaissance de Jean Cocteau et Marcel Pagnol.
En 1927, lorsque Boris Bryner quitte le domicile conjugal et abandonne sa famille, Marousia emmène ses enfants Yul et Vera à Harbin en Chine, où ils fréquentent une école tenue par une Union chrétienne de jeunes gens (YMCA). Puis, en 1934, tous les trois s'installent à Paris.
Quand il arrive à Paris en 1934, Juli Bryner semble avoir bien plus que 14 ans, sans doute plus de 20 ans, et de plus, il s'exprime déjà très bien en français, et en d'autres langues étrangères, dont l'anglais et l'allemand, preuves d'une éducation raffinée et complète, qu’on trouverait rarement chez un adolescent de soi-disant 14 ans à l'époque, un âge où normalement il devrait être en fin de collège, et plutôt surdoué, vu son habileté linguistique. La famille déménage souvent puis s'installe rue Catulle-Mendès dans le 17e arrondissement.
Pour gagner sa vie, il joue de la guitare dans des clubs de nuit, se liant à des musiciens tziganes,. Il restera toute sa vie sensible à la musique tzigane et proche de la communauté. Il pose également nu pour le photographe George Platt Lynes. Il rencontre des intellectuels tels que Jean Cocteau qui le fait participer à certains de ses projets.
Il est ensuite embauché dans la troupe du Cirque d'Hiver à Paris comme trapéziste, où il observe le jeu des clowns et mimes puis fait la connaissance de Georges et Ludmilla Pitoëff. Une grave chute de trapèze lui cause une quarantaine de fractures, et il doit abandonner le cirque. Georges et Ludmilla Pitoëff l'engagent au théâtre des Mathurins en tant que machiniste,.

### Départ pour les États-Unis

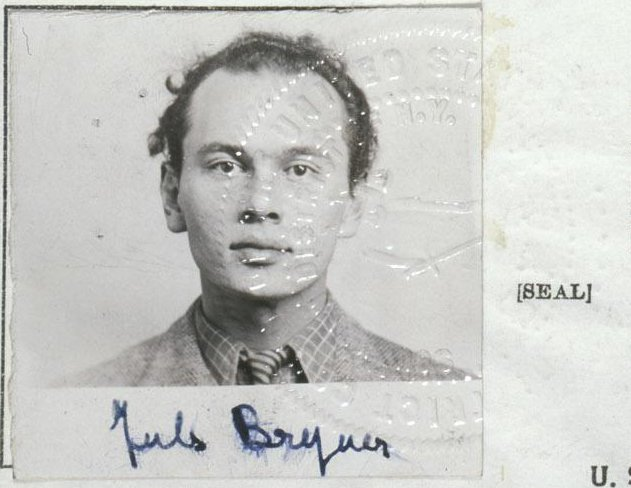
Yul Brynner le 4 juin 1943 lors de son entrée aux États-Unis.

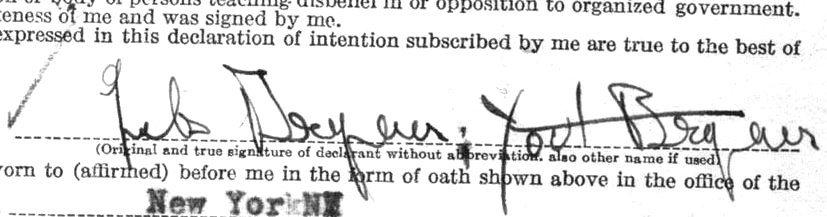
Signature de Yul Brynner sur sa déclaration d'intention d'immigration en 1943.

Dès 1941 ou 1943, Juli Bryner part pour les États-Unis afin d’étudier le théâtre avec Michel Tchekhov. Lors de son entrée dans le pays, il aurait menti sur son âge, car les services de l'immigration acceptaient rarement des individus célibataires, âgés de plus de 30 ans, d'autant qu'il était difficile de prouver aux usines, ou entreprises, ou plus généralement, au marché du travail américain que l'individu avait une solide expérience professionnelle.
Il travaille dans un premier temps comme speaker auprès de l'Office de l'information de guerre (US Office of War Information) qui diffuse des programmes à destination de la France occupée. Il étudie également le théâtre, pose comme modèle et commence à se produire à Broadway sous le nom de Youl Bryner.

### Carrière internationale

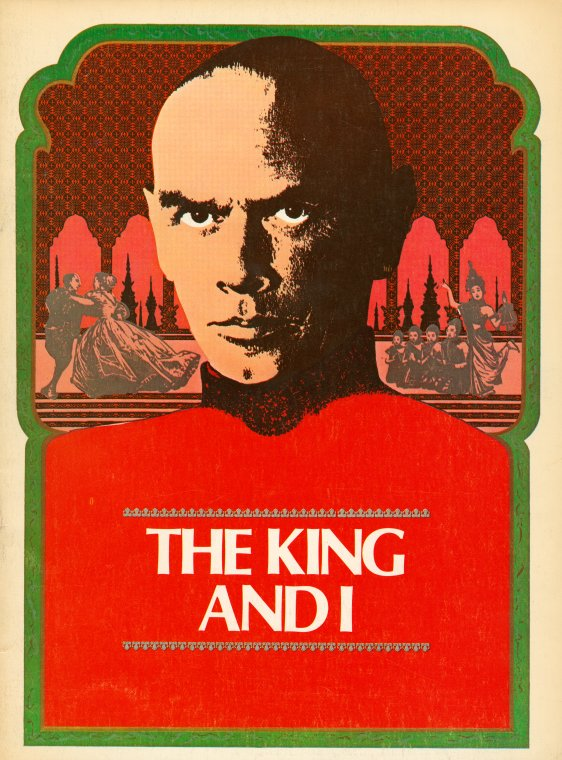
Programme de 1977 de la pièce Le Roi et moi.

Yul Brynner fait ses débuts au cinéma en 1949 dans La Brigade des stupéfiants, l'un des seuls films avec ses cheveux naturels avec Les boucaniers. À partir de 1951, il se rend célèbre en interprétant son plus grand rôle, le roi de Siam Mongkut dans la comédie musicale de Richard Rodgers et Oscar Hammerstein II, Le Roi et moi. Il interprète le rôle dans la production originale mais aussi dans sa reprise sur scène à Broadway en 1977, dans celle de London Production en 1979 et dans une autre reprise de Broadway en 1985.
Pour ce rôle, il reçoit en 1952 le Tony Award du meilleur second rôle masculin dans une comédie musicale. Il joue 4 625 fois au théâtre le Roi de Siam. La comédie musicale est transposée au cinéma en 1956 par Walter Lang, l'acteur y reprenant son rôle. Pour cette prestation, celui qui se fait désormais connaître sous le nom de Yul Brynner remporte l’Oscar du meilleur acteur. Le film fit l'objet d'une adaptation pour la télévision diffusée sur CBS en 1972. Yul Brynner fait partie des neuf acteurs à avoir gagné à la fois un Tony Award et un Oscar pour le même rôle.

Gertrude Lawrence et Yul Brynner dans la comédie musicale Le Roi et moi (1951).

En 1951, pour son rôle dans Le Roi et moi, il se rase la tête. À la suite de l'énorme succès de cette production à Broadway et du film au cinéma, il continua à se raser la tête pour le reste de sa vie, bien qu'il portât parfois une perruque pour certains rôles. Se raser la tête à cette époque était très inhabituel, ce qui contribua à lui donner une image d'icône de son temps. Par admiration, des fans se rasèrent aussi la tête et ce style prit le nom de coupe à la Yul Brynner. À partir de 1964, il se rasera aussi les sourcils, ce qui aura pour effet de le rajeunir, ou de masquer son âge, alors qu'en 1964, certains médias et gens du métier du cinéma affirmaient qu'il avait plus de 60 ans.

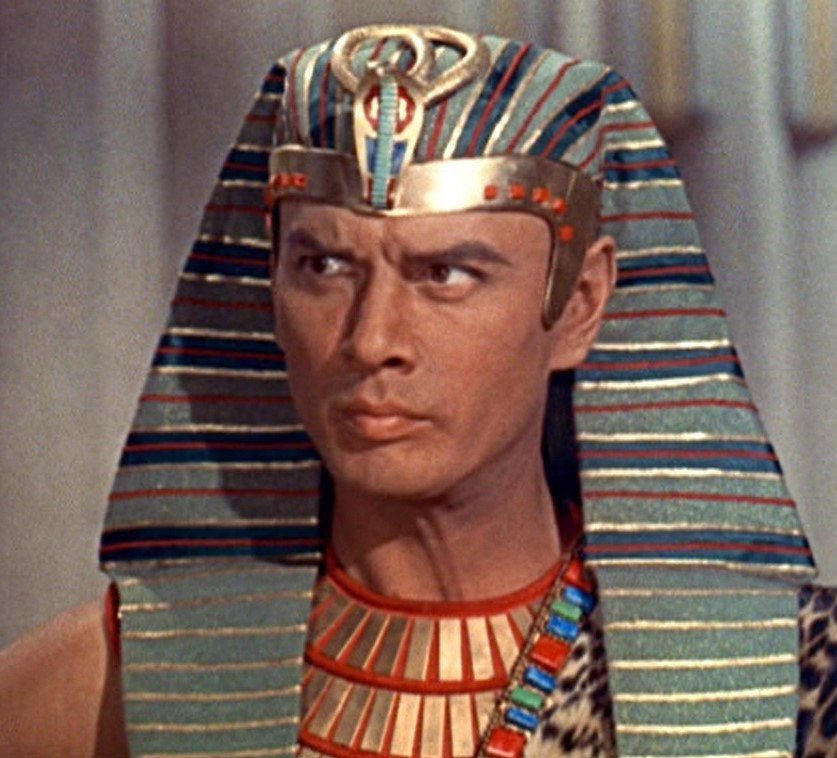
Yul Brynner dans Les Dix Commandements (1956).

En 1956, si Yul Brynner connaît un grand succès en apparaissant dans la version cinéma du Roi et Moi, il l'amplifie, cette même année, dans Les Dix Commandements avec Charlton Heston, et dans Anastasia avec Ingrid Bergman. Yul Brynner était préoccupé par sa présence à l'écran face à l'aura que dégageait Charlton Heston. Pour y remédier, il s'astreignit à un programme de musculation intensive.
Plus tard, il joue dans des films tels que l'aventure épique biblique Salomon et la Reine de Saba en 1959, Les Sept Mercenaires en 1960, Taras Bulba en 1962 et Les Rois du soleil en 1963. Il est la covedette avec Marlon Brando dans Morituri en 1965, avec Katharine Hepburn dans La Folle de Chaillot en 1969 et avec William Shatner dans une version cinématographique des Frères Karamazov en 1958. Il a joué le rôle principal dans New York ne répond plus en 1975 et joue avec Barbara Bouchet dans L'Ombre d'un tueur en 1976. Parmi ses dernières apparitions dans des longs métrages, on peut compter le film de Michael Crichton, Mondwest en 1973 et sa suite Les Rescapés du futur en 1976.
Le 28 février 1974, Jacques Chancel reçoit l'acteur américain dans son émission radiophonique Radioscopie où l'acteur cabotine et se confie.
Avec le système des assurances, et les visites médicales obligatoires avant l'engagement dans un film avec des scènes d'action, Yul Brynner fut obligé de mettre entre parenthèses sa carrière au cinéma, à partir de 1976, car les médecins, et surtout, les producteurs, le trouvaient trop vieux. En 1976, il avait certainement 73 ans, mais le comédien ne dévoilera jamais cet âge, pourtant abordé par certains médias, dont le New York Herald Tribune, avec insistance. Si Robert Clouse l'engage en 1975 pour le film New York ne répond plus, c'est du fait que le comédien jouit encore d'une certaine aura, mais il apparaît assez fatigué dans le film. Après 1976, la rumeur sur son âge se répand à Hollywood et, blessé, le comédien se réfugie à New York. Yul Brynner se consacrera alors au théâtre, reprenant son rôle fétiche dans Le Roi et moi à Broadway, New York, avec grand succès.

### Maladie et mort

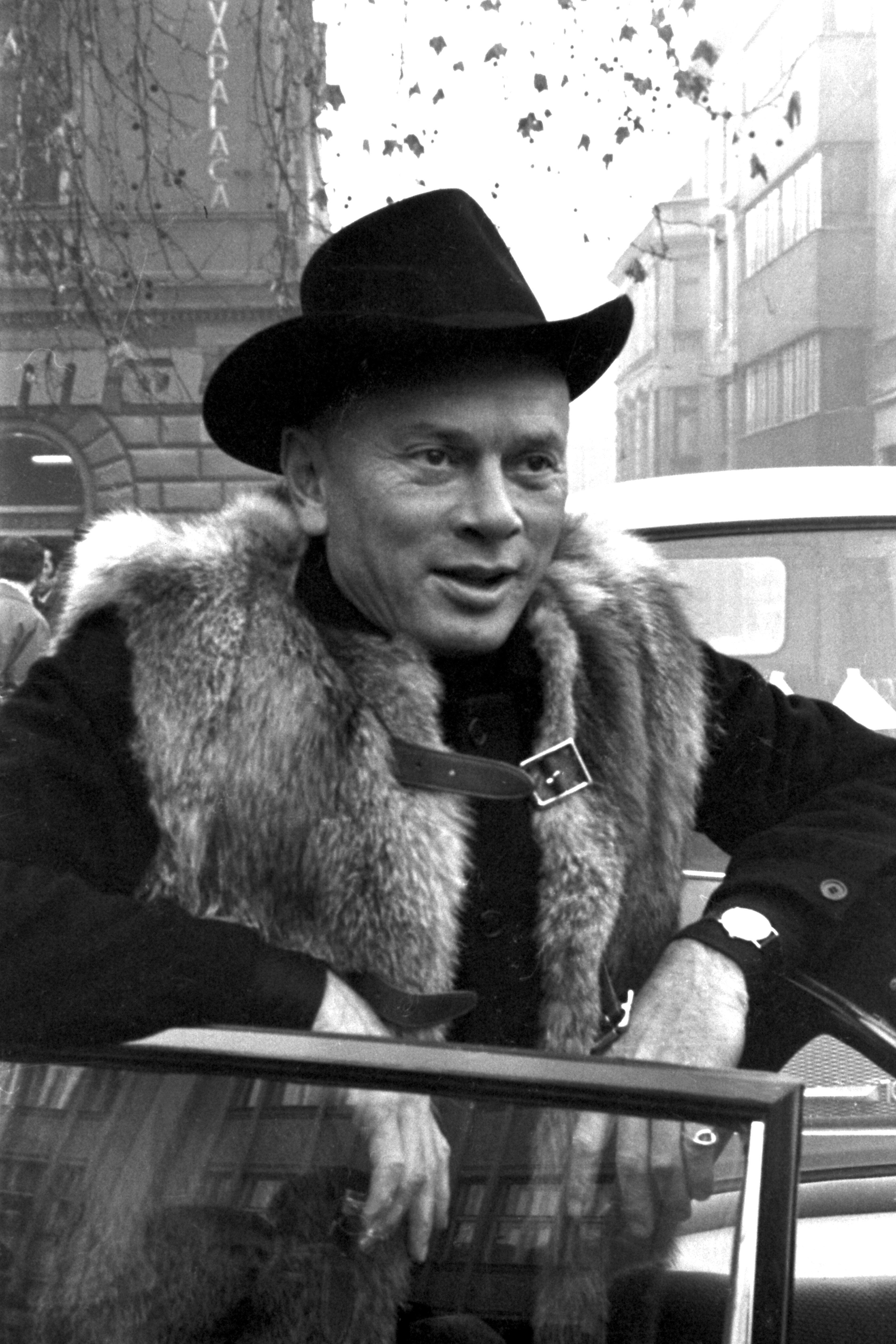
Yul Brynner à Sarajevo en 1969.

Au milieu des années 1980, Yul Brynner apprend qu’il est atteint d’un cancer du poumon certainement lié à sa consommation excessive de tabac (cinq paquets par jour). Se sachant mourant, en janvier 1985, soit neuf mois avant sa mort, il donne un entretien dans l'émission Good Morning America, exprimant son désir de faire des courts-métrages publicitaires contre le tabagisme.
Un extrait de cet entretien poignant servira d'annonce de prévention pour l'American Cancer Society, diffusée après sa mort. L'extrait contient le texte suivant : « Now that I'm gone, I tell you, don't smoke. Whatever you do, just don't smoke. If I could take back that smoking, we wouldn't be talking about any cancer. I'm convinced of that », ce qui veut dire : « Maintenant que je ne suis plus là, je vous le dis, ne fumez pas. Faites ce que vous voulez mais ne fumez pas. Si je pouvais revenir en arrière et ne pas commencer à fumer, nous ne serions pas en train de parler de cancer. J'en suis convaincu »,.
Du 7 janvier au 30 juin 1985, il reprend son rôle du roi du Siam à Broadway pour une tournée d'adieu, ce qui porte ses représentations du rôle à 4 633. 
Du 6 au 30 mai 1985, il est dans le comité d'honneur de la Première Mondiale d'Art Tzigane, exposition organisée à la Conciergerie de Paris par l'association Initiatives Tsiganes.
À Los Angeles, quelques heures seulement avant sa 4 000e représentation dans Le Roi et moi, il reçoit les résultats du test indiquant qu'il a un cancer du poumon. Il est hospitalisé au Cedars Sinai Hospital à Los Angeles au début du mois de septembre 1985, et les médecins en possession de son dossier médical estiment qu'il est inopérable. Cela oblige Brynner, ainsi que sa troupe de la comédie musicale qui était en pleine saison, à prendre quelques mois de congé pour lui permettre de suivre une radiothérapie, ce qui l'empêche de chanter ou de parler facilement.
Yul Brynner meurt le 10 octobre 1985 à New York, à l’âge présumé de 65 ans (mais éventuel quoique improbable de 82 ans[réf. nécessaire]), le même jour qu'Orson Welles, son partenaire dans le film La Bataille de la Neretva. Ses cendres reposent en France, dans le cimetière de l'abbaye royale Saint-Michel de Bois-Aubry à Luzé. L'abbaye était occupée à l'époque par une communauté de moines orthodoxes dont l'un — le frère Matthias — était un ami de la famille Brynner.

### Vie privée

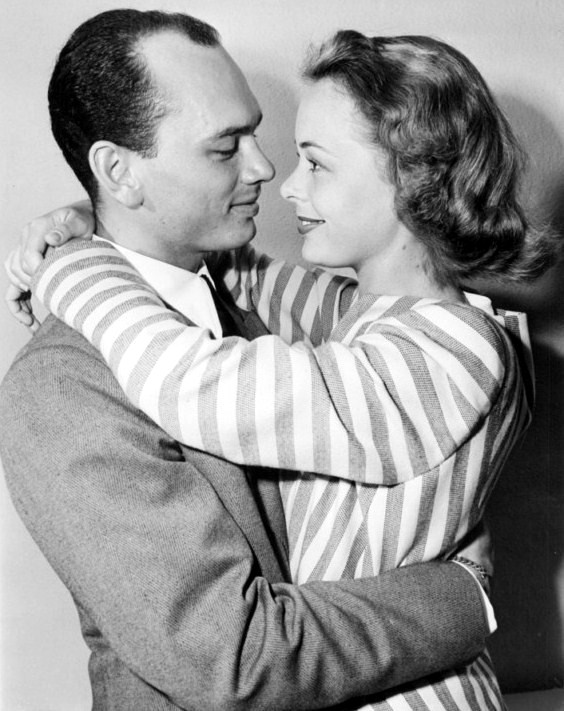
Yul Brynner et sa première épouse, Virginia Gilmore, en 1942.

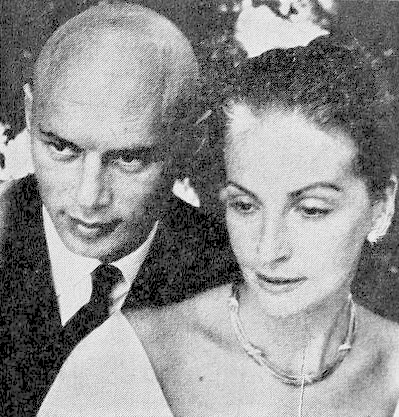
Yul Brynner et sa deuxième épouse, Doris Kleiner, en 1960.

Yul Brynner eut quatre épouses et cinq enfants. En 1944, il se marie avec l'actrice Virginia Gilmore, avec laquelle il a un fils, Yul Jr. « Rock », (1946-2023),  qui deviendra historien.
Au début des années 1950, il entretient une longue relation avec Marlene Dietrich,. Il divorce en 1960 pour épouser la même année Doris Kleiner, un mannequin chilien qui lui donne une fille, Victoria (en), née en 1962, qui a comme marraine Elizabeth Taylor et travaillera plus tard dans la mode et le luxe.
La romancière et peintre belge Alika Lindbergh dit que Yul Brynner a joué un rôle capital pour elle durant leur liaison entre 1961 et 1967,.
Après son divorce avec Kleiner en 1967, il épouse Jacqueline Thion de La Chaume (veuve de Philippe Wiener de Croisset), une Française avec laquelle il adopte deux filles nées au Viêt Nam, Mia (née en 1974) et Melody (née en 1975). Il divorce en 1981 et épouse en 1983 la chanteuse et danseuse Kathy Lee, âgée de 26 ans, avec laquelle il vit ses deux dernières années. Il a également une enfant née hors mariage en 1958, Lark, élevée avec le soutien financier de l'acteur par sa mère, l'actrice austro-suisse Frances Martin née Tilden et âgée alors de 20 ans.
D'autre part, il était le parrain de la femme de lettres Nathalie Rheims et de l'actrice Charlotte Gainsbourg, alors que Serge Gainsbourg, un des voisins de son manoir de Criquebœuf à Bonnebosq en Normandie, est le parrain de la petite Melody.
D'origine suisse par son grand-père paternel, l'acteur a habité dans plusieurs demeures situées dans l'agglomération de Lausanne, en Suisse. Il s'est tout d'abord installé en 1959 dans un appartement au-dessus d'Ouchy et possédait un petit bateau qu'il utilisait sur le Léman. Il s'est établi quelque temps plus tard à Buchillon dans la propriété de Chanivaz, toujours au bord du lac Léman. Durant ces années où il vécut dans le canton de Vaud, il côtoya régulièrement les autres stars du cinéma installées en Suisse dont Audrey Hepburn, William Holden, Richard Burton et Elizabeth Taylor. Il a également remis à la ville de Lausanne, en 1962, une somme de 10 000 francs suisses en faveur d'un centre d'éducation.

### Hyperpolyglotte
Yul Brynner a déclaré parler onze langues dont l'anglais, le russe, le français, le hongrois, le japonais, l'hébreu et le yiddish.
Sa maîtrise parfaite de la langue française avec un léger accent lui permit de se doubler occasionnellement dans les versions francophones de ses films, dont Mondwest de Michael Crichton. Toutefois, dans le cas contraire, c'est Georges Aminel qui lui prêtait sa voix, comme c'est notamment le cas dans Les Dix Commandements et Les Sept Mercenaires.

## Filmographie

### Acteur

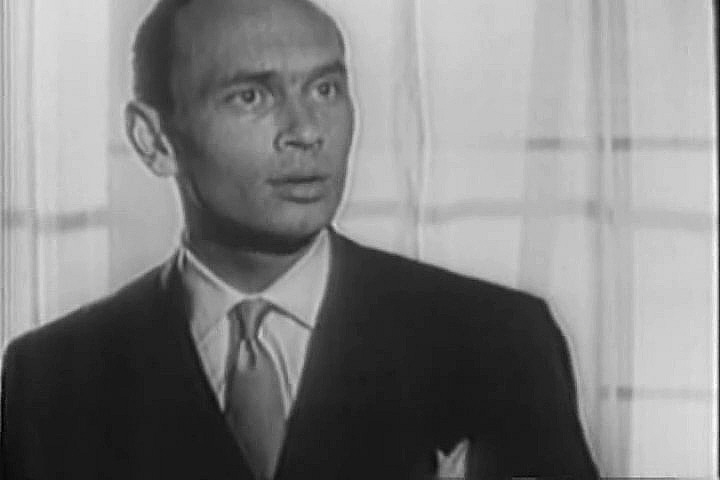
Yul Brynner dans La Brigade des stupéfiants (1949).

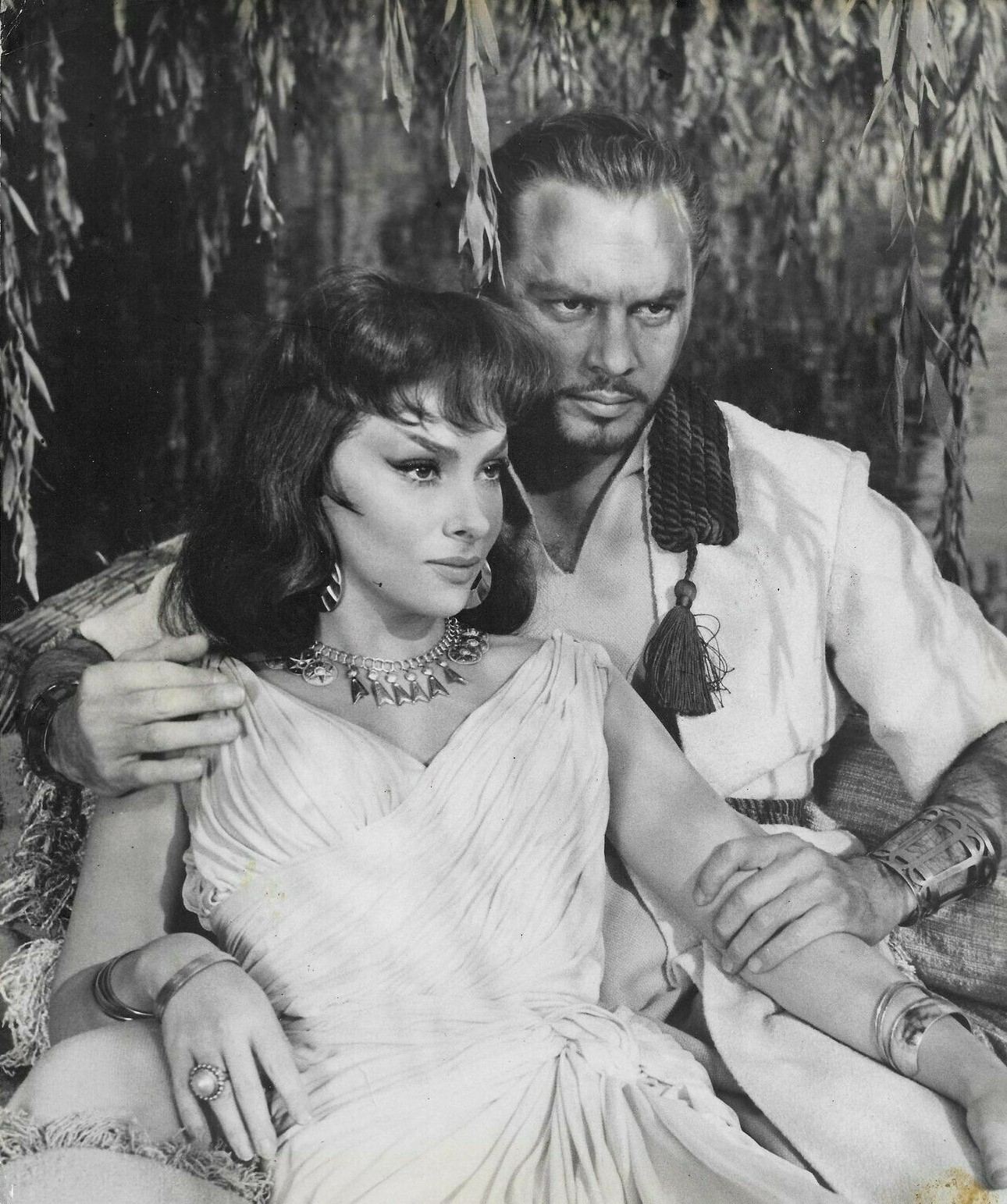
Avec Gina Lollobrigida dans Salomon et la Reine de Saba (1959).

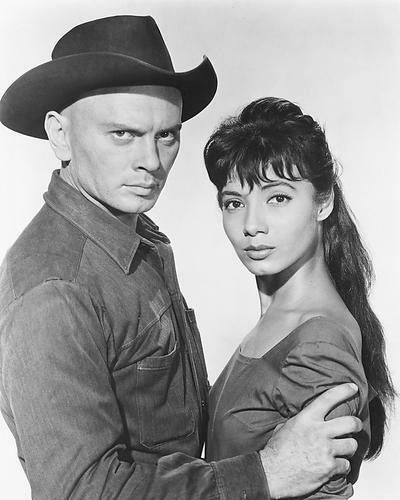
Photo publicitaire avec Rosenda Monteros pour Les Sept Mercenaires (1960).

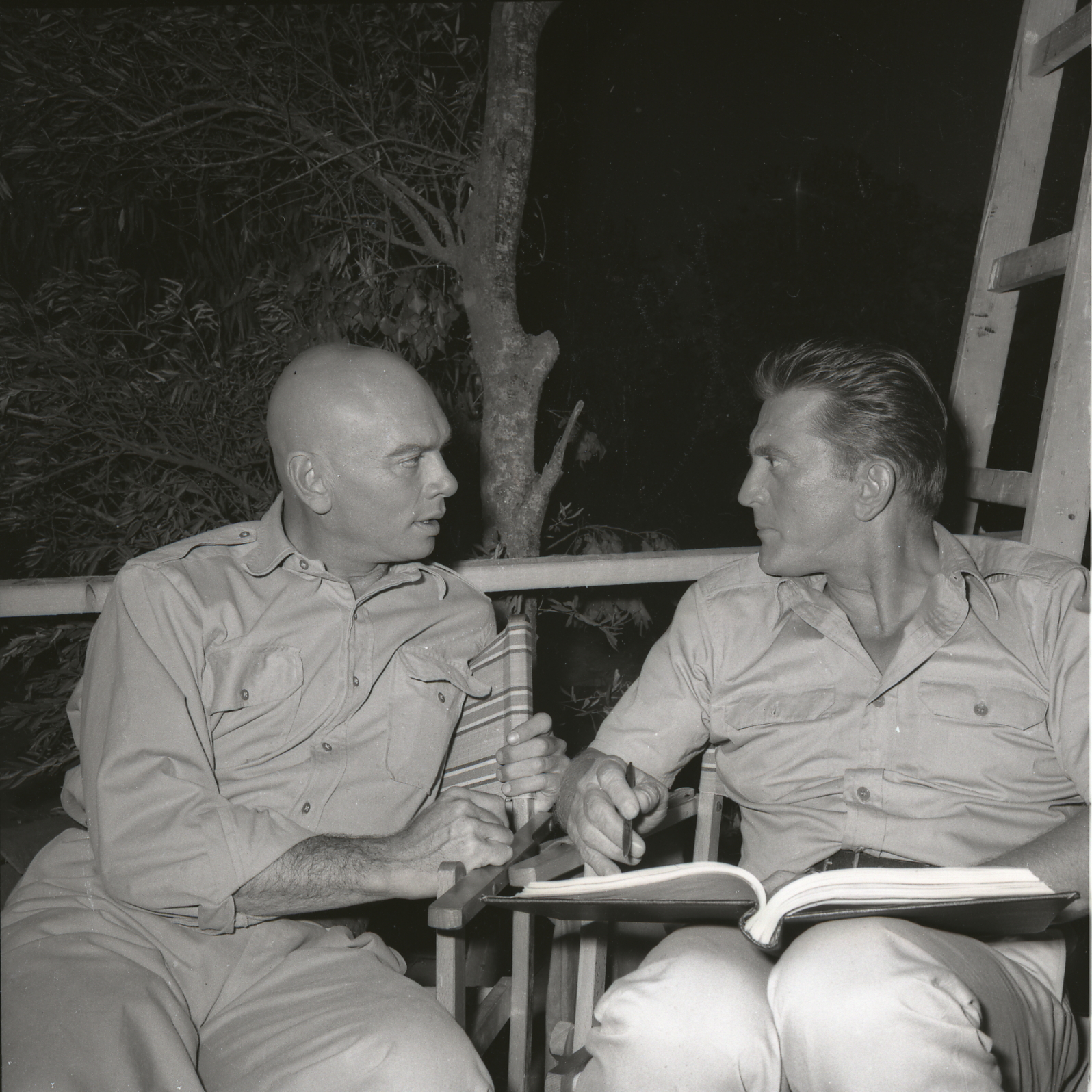
Avec Kirk Douglas lors du tournage de L'Ombre d'un géant (1966).

#### Années 1940
- 1949 : La Brigade des stupéfiants de László Benedek : Paul Vicola

#### Années 1950
- 1956 : Le Roi et moi de Walter Lang : le roi de Siam
- 1956 : Les Dix Commandements de Cecil B. DeMille : le pharaon Ramsès II
- 1956 : Anastasia d’Anatole Litvak : le général Sergueï Pavlovitch Bounine
- 1958 : Les Frères Karamazov de Richard Brooks : Dmitri Karamazov
- 1958 : Les Boucaniers d’Anthony Quinn : Jean Lafitte
- 1959 : Le Voyage d’Anatole Litvak : le commandant Surov
- 1959 : Le Bruit et la Fureur de Martin Ritt : Jason Compson
- 1959 : Salomon et la Reine de Saba de King Vidor : le roi Salomon
- 1959 : Le Testament d'Orphée de Jean Cocteau : l’huissier

#### Années 1960
- 1960 : Chérie recommençons de Stanley Donen : Victor Fabian
- 1960 : Un cadeau pour le patron de Stanley Donen : Nico March
- 1960 : Les Sept Mercenaires de John Sturges : Chris Adams
- 1961 : Aimez-vous Brahms… d'Anatole Litvak : lui-même
- 1962 : Les Fuyards du Zahrain de Ronald Neame : Sharif
- 1962 : Taras Bulba de J. Lee Thompson : Tarass Bulba
- 1963 : Les Rois du soleil de J. Lee Thompson : le chef Aigle Noir
- 1964 : Les Trois Soldats de l'aventure de Michael Anderson : le sergent Mike Takashima
- 1964 : Le Mercenaire de minuit de Richard Wilson : Jules Gaspard d'Estaing
- 1965 : Morituri de Bernhard Wicki : le capitaine Muller
- 1966 : L'Ombre d'un géant de Melville Shavelson : Asker Gonen
- 1966 : Opération Opium de Terence Young : le colonel Salem
- 1966 : Le Retour des sept de Burt Kennedy : Chris Adams
- 1966 : La Fantastique Histoire vraie d'Eddie Chapman de Terence Young : le baron von Grunen
- 1967 : La Griffe de Franklin Schaffner : Dan Slater / Kalmar
- 1967 : Les Turbans rouges de Ken Annakin : le sultan
- 1968 : Pancho Villa de Buzz Kulik : Pancho Villa
- 1969 : Le Gang de l'oiseau d'or de Sam Wanamaker : Peter Novak
- 1969 : La Bataille de la Neretva de Veljko Bulajić : Ivan Vlado
- 1969 : La Folle de Chaillot de Bryan Forbes : le président
- 1969 : The Magic Christian de Joseph McGrath

#### Années 1970
- 1971 : Adios Sabata de Gianfranco Parolini : Sabata/Indio Black (film 2)
- 1971 : Le Phare du bout du monde de Kevin Billington : Kongre
- 1971 : Le Roman d'un voleur de chevaux d’Abraham Polonsky : le capitaine Stoloff
- 1971 : Catlow de Sam Wanamaker : Ged Catlow
- 1972 : Les Poulets de Richard Colla : le sourd
- 1973 : Le Serpent d'Henri Verneuil : Vlassov
- 1973 : Mondwest de Michael Crichton : le cowboy-robot
- 1975 : New York ne répond plus de Robert Clouse : Carson
- 1976 : L'Ombre d'un tueur d'Antonio Margheriti : Peter Marchiani
- 1976 : Les Rescapés du futur de Richard T. Heffron : le bandit armé

#### Années 1980
- 1980 : Lost to the revolution de Tim Forbes (court-métrage) : le narrateur

### Série télévisée

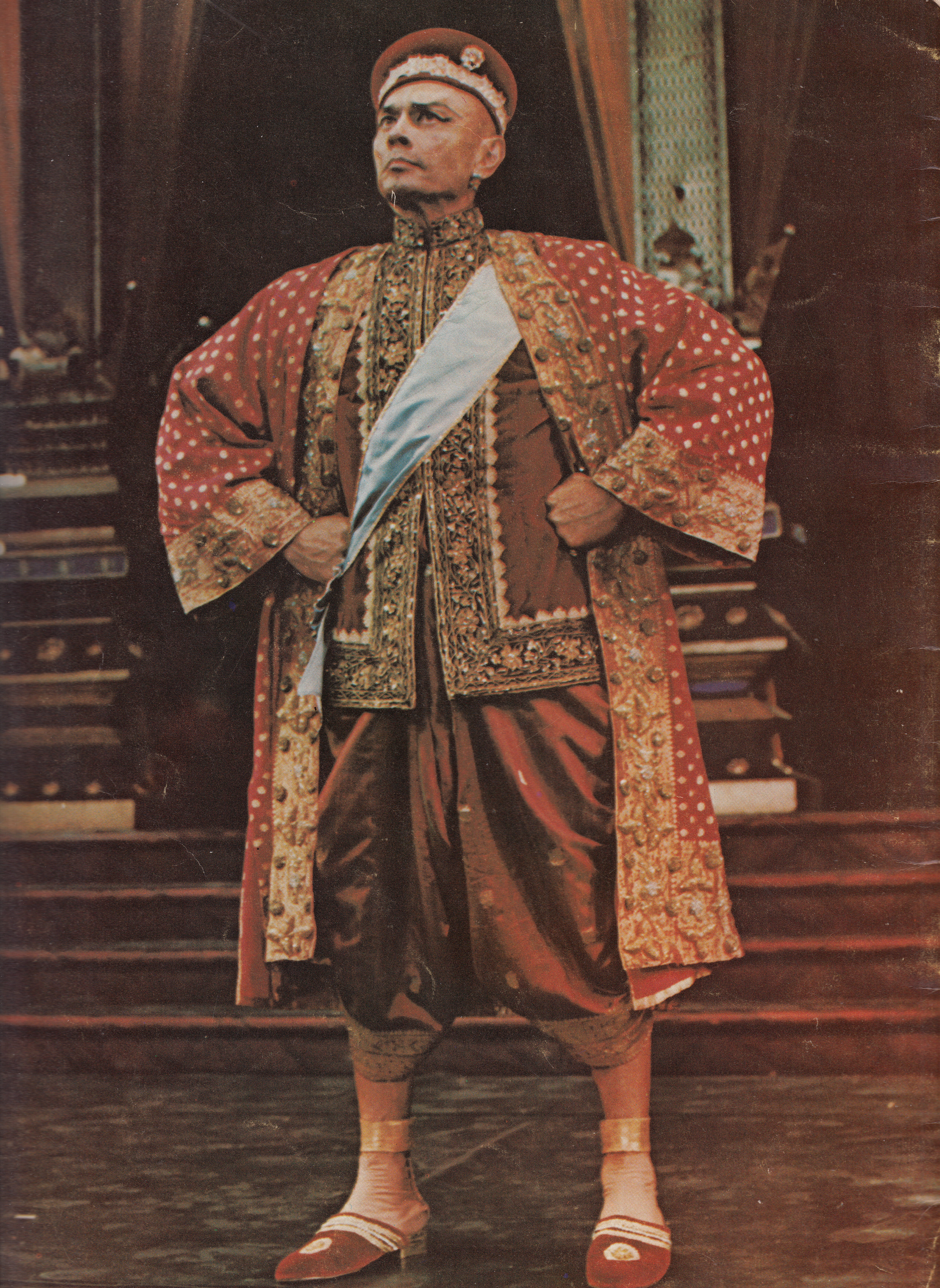
Yul Brynner au théâtre dans Le Roi et moi (1977).

- 1972 : Anna et le Roi, diffusée aux États-Unis entre le 11 septembre et le 21 novembre 1972 sur le réseau CBS et, en France, à compter du 2 mars 1973 sur la deuxième chaîne de l'ORTF[51]

### Producteur
Ami de Jean Cocteau, Yul Brynner est le producteur associé du film Le Testament d'Orphée (1960) de Cocteau.

## Théâtre
- 1951 : Le Roi et moi (The King and I), comédie musicale américaine créée par Oscar Hammerstein II et Richard Rodgers, produite à Broadway.

## Voix françaises
Yul Brynner a été doublé par Georges Aminel la plupart du temps mais il lui est arrivé de se doubler lui-même, puisque le français était l'une des onze langues qu'il maîtrisait.
| - Georges Aminel (*1922 - 2007) dans : - Les Dix Commandements - Les Boucaniers - Les Sept Mercenaires - Les Fuyards du Zahrain - Les Rois du soleil - Les Trois soldats de l'aventure - Le Mercenaire de minuit - L'Ombre d'un géant - Opération Opium - Le Retour des sept - Les Turbans rouges - La Griffe - Anna et le Roi (série télévisée) - New York ne répond plus - Lui-même dans : - Le Voyage - Le Testament d'Orphée - Salomon et la Reine de Saba - Catlow - Le Serpent - Mondwest | - Jean Davy (*1911 - 2001) dans : - Le Roi et moi - Le Bruit et la Fureur - Morituri - La Fantastique Histoire vraie d'Eddie Chapman - Denis Savignat (*1937 - 1998) dans : - Le Gang de l'oiseau d'or - Adios Sabata - Michel Gatineau (*1926 - 1989) dans : - La Folle de Chaillot - Les Poulets et aussi - Claude Péran (*1913 - 1963) dans Anastasia - Jean Claudio (*1927 - 1992) dans Les Frères Karamazov - Marcel Bozzuffi (*1929 - 1988) dans Tarass Bulba - Serge Sauvion (*1929 - 2010) dans Pancho Villa - Robert Party (*1924 - 2011) dans Le Phare du bout du monde - Jean-Claude Michel (*1925 - 1999) dans Le Roman d'un voleur de chevaux - Jacques Degor dans L'Ombre d'un tueur |

## Autres activités

### Photographe
Yul Brynner a publié deux ouvrages sur la  photographie, sa grande passion, pour laquelle il était doué. Certaines de ses photos issues de différentes scènes de tournages où il a fixé sur la pellicule son amie Audrey Hepburn à Venise, Elizabeth Taylor au bord de la piscine, mais aussi Samantha Eggar et l'acteur britannique John McEnery ont été exposées dans la Galerie du Passage, à Paris du 29 septembre au 23 octobre 2010. La galerie consacre également son second étage aux portraits de l’acteur pris par ses amis et quelques grands noms de la photographie.

### Musicien, chanteur et auteur
Yul Brynner était également chanteur et guitariste. Il publie deux livres : Bring forth the children: A journey to the forgotten people of Europe and the Middle East (1960) et un livre de cuisine, The Yul Brynner Cookbook: Food Fit for the King and You (1983).
Dans les années 1960, il enregistre un disque de chansons tziganes The Gypsy and I, en duo avec Aliocha Dimitriévitch. Disque Vanguard VSD-79256.
Sensible à la musique tzigane et proche du peuple rom, en 1977, il est nommé président d'honneur de l'Union romani internationale, titre qu'il conservera jusqu'à sa mort,.

### Collectionneur
Yul Brynner était également un grand amateur d'art et collectionneur.

## Distinctions

### Récompenses
- En 1952, Yul Brynner reçoit un Tony Award du meilleur second rôle masculin dans une comédie musicale, pour son interprétation du roi dans la comédie musicale Le Roi et moi. En 1985, il reçoit un Tony Award spécial honorant ses 4 625 représentations de la pièce Le Roi et moi[59].
- En 1956, il remporte l'Oscar du meilleur acteur pour son rôle du roi de Siam dans la version filmée du Roi et moi[60] et entre dans la liste du « Top 10 Stars of the Year » en 1957 et 1958.

### Hommages
- Yul Brynner possède une étoile sur le Hollywood Walk of Fame, sur le 6162 Hollywood Boulevard à Los Angeles, ainsi qu'à l'Orpheum Theatre (en) de Memphis, dans le Tennessee.
- Sa maison d’enfance de Vladivostok est aujourd’hui un musée qui lui est consacré.
- Ses cendres sont déposées en France, dans le cimetière orthodoxe privé de l’abbaye royale Saint-Michel de Bois-Aubry en Indre-et-Loire. Des Tsiganes déposent des fleurs sur sa sépulture[4].
- Son nom figure sur une des cabines de bain sur les Planches de Deauville.

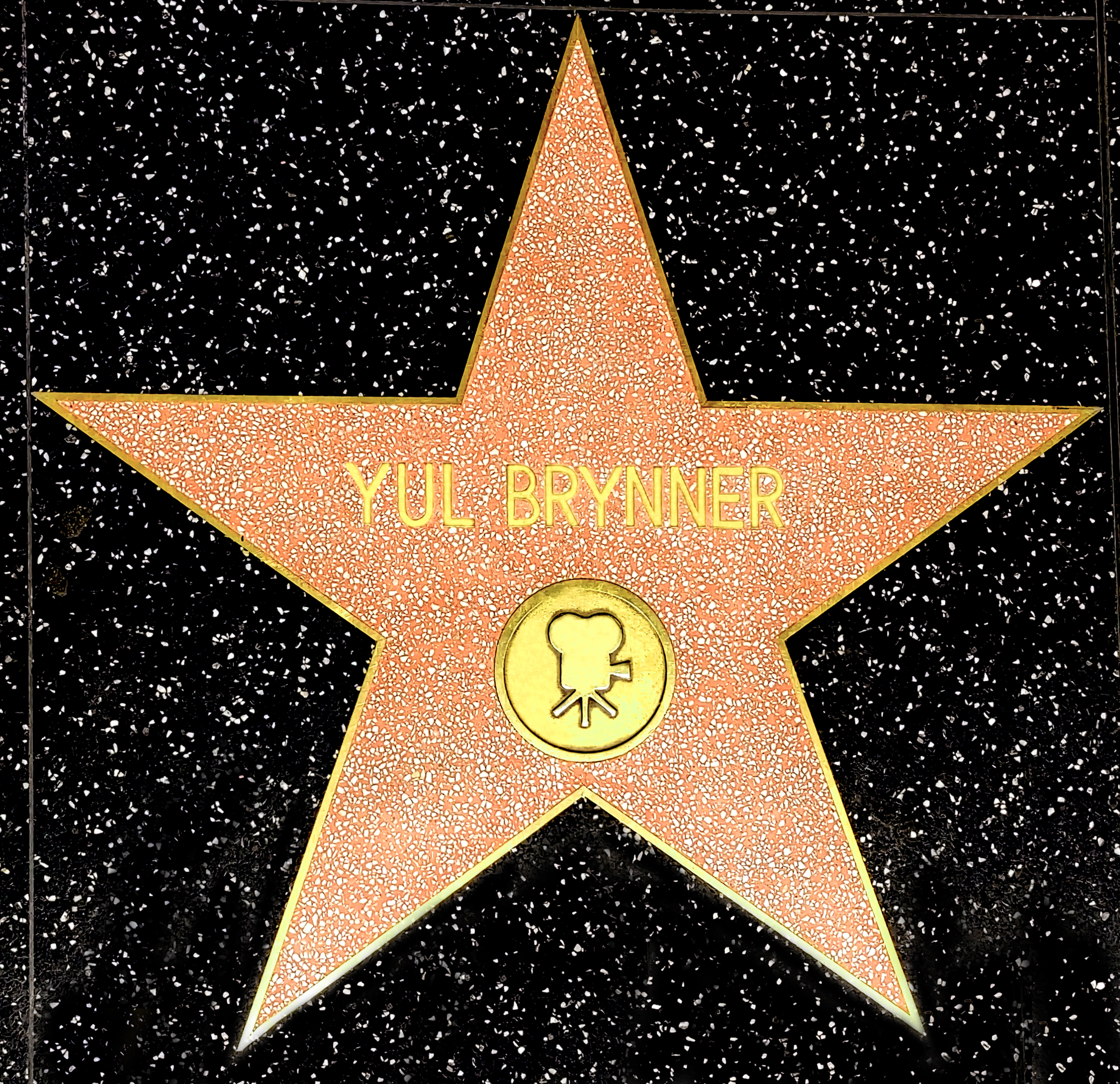
L'étoile de Yul Brynner sur le Hollywood Walk of Fame.
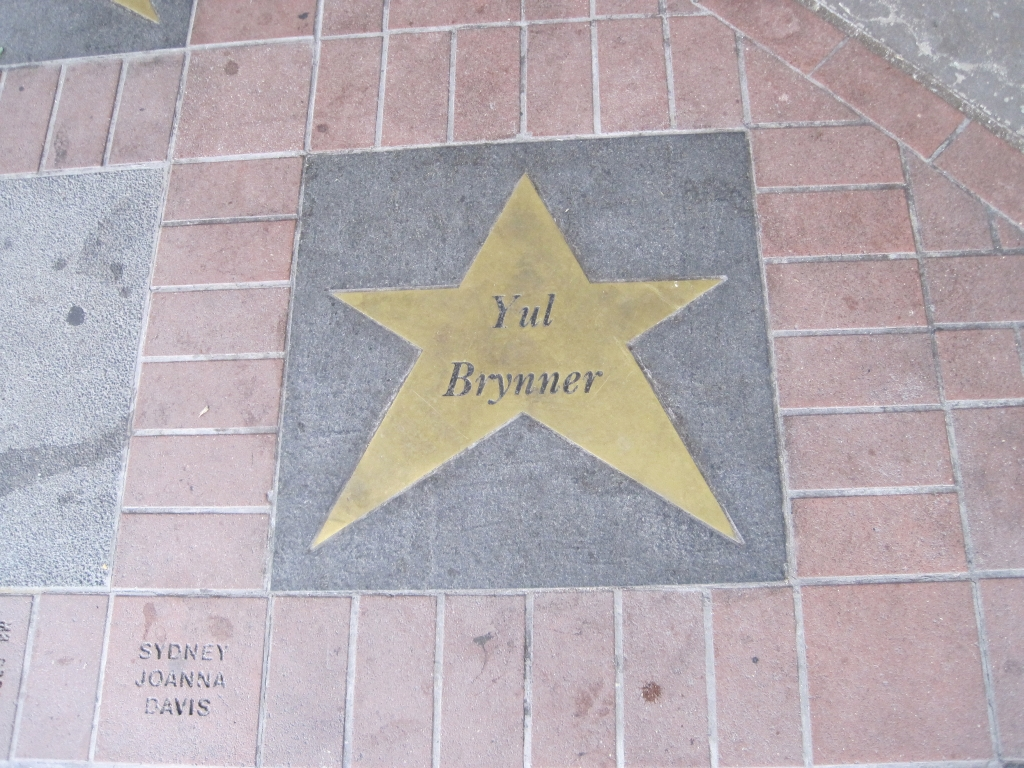
Étoile de Yul Brynner à l'Orpheum Theatre (en) de Memphis, Tennessee.
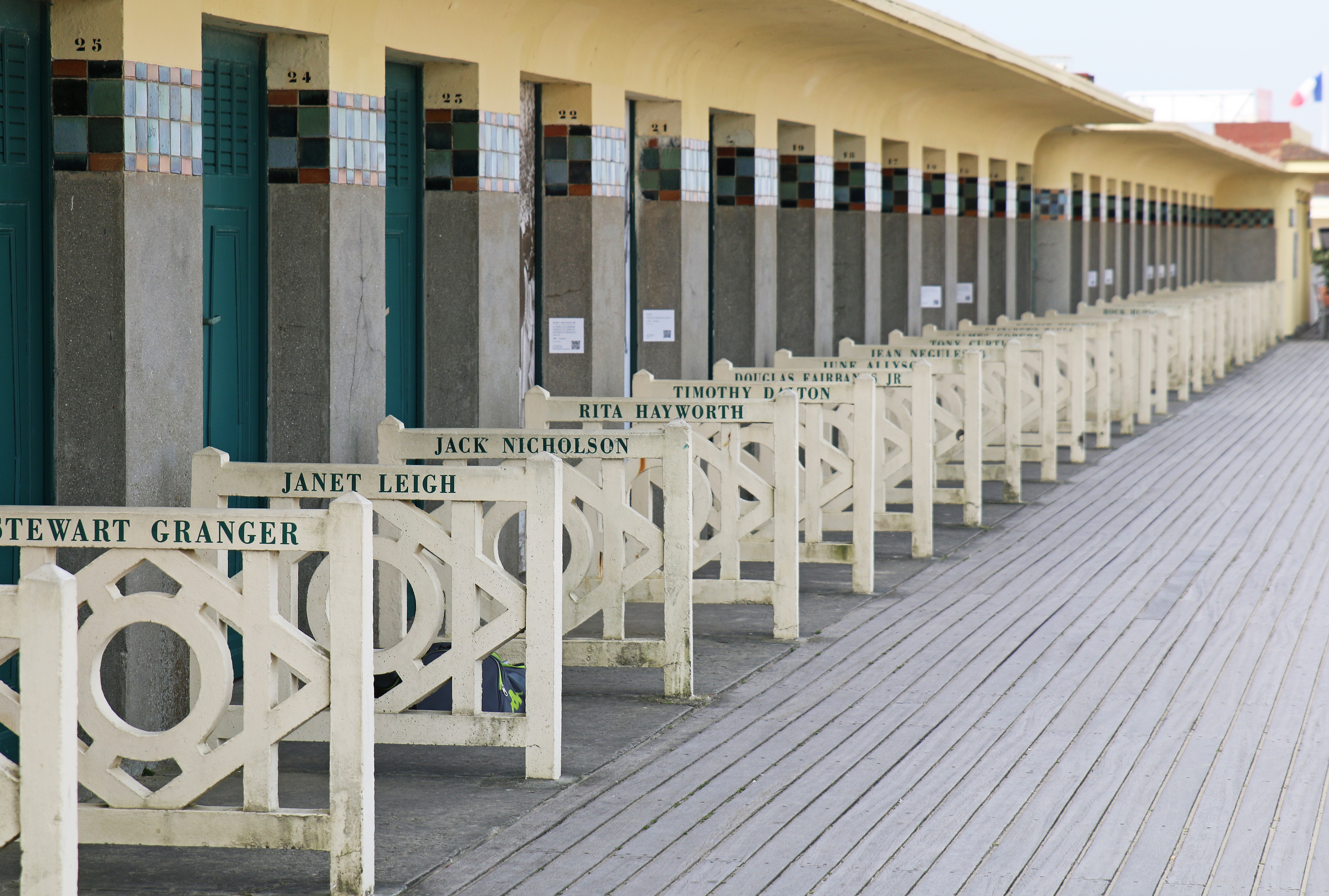
Cabines de bain sur la plage de Deauville où figure le nom de Yul Brynner.

### Expositions, rétrospectives, documentaires
- 2012 : en marge du festival, la ville de Deauville présente sur la promenade une rétrospective Yul Brynner. Une exposition, conçue par le service culturel de la ville, à partir des archives photographiques personnelles de Victoria Brynner, sa fille, est présentée sur la plage de Deauville jusqu'au 11 novembre 2012[61],[62].
- 2015 : à l'occasion du trentième anniversaire de la mort de l'acteur résident du manoir de Criquebœuf à Bonnebosq[Note 6], la commune, située près de Lisieux, en Normandie, lui rend hommage à travers une exposition qui lui est intégralement consacrée[63],[64].
- 2015 : la Fondation Bolle, située à Morges en Suisse, consacre une exposition temporaire à Yul Brynner, qui présente les temps forts de la carrière de l'acteur. L'organisation de cette exposition a été rendue possible grâce aux archives de la Cinémathèque suisse et à des collections privées[65] .
- 2020 : La chaîne OCS Géants lui consacre un documentaire de 55 min intitulé Yul Brynner, un roi à Hollywood[66] ; la même année, Arte lui consacre un documentaire de 55 min intitulé Les mille et une vies de Yul Brynner[22].

## Dans la culture populaire

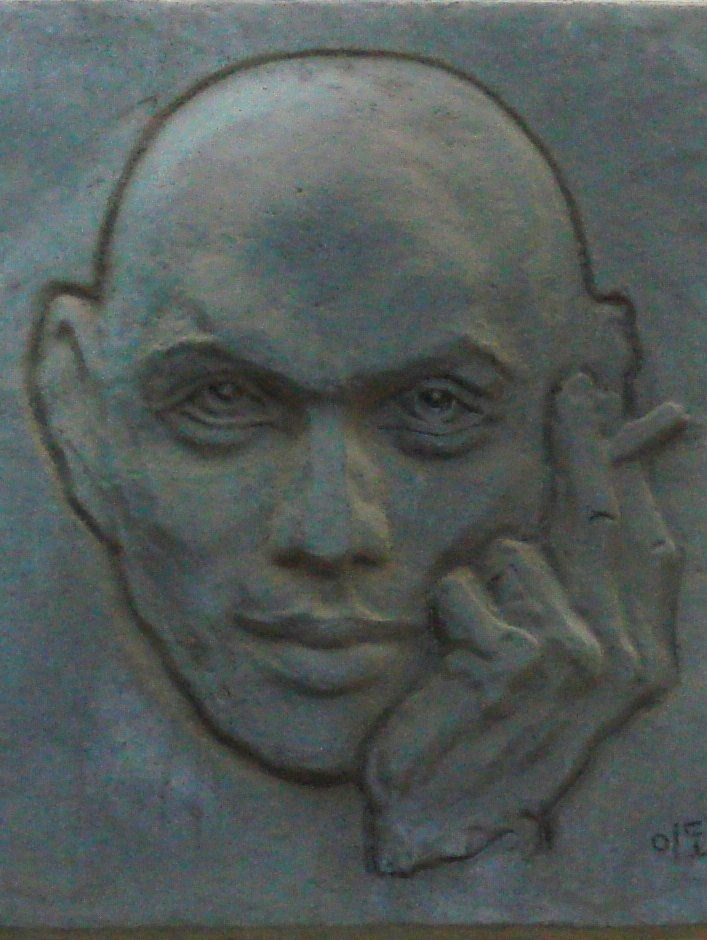
Gravure de Yul Brynner sur une plaque à Vladivostok.

### Musique
- Yul Brynner était un grand fan du chanteur Michael Jackson ; en 1984, lors des American Music Awards, il a tenu à lui témoigner toute son admiration depuis son domicile, le message était alors projeté sur grand écran à l'auditoire[67].
- Le groupe Bérurier noir lui rend hommage dans leur chanson Salut à toi :
« Salut à toutes les mères qui gueulent, Salut aussi à Yul Brynner… »
- Serge Gainsbourg également dans la chanson Relax Baby Be Cool sur l'album Aux armes et cætera (1979) :

« Bientôt désertée la boule, comme le crâne de Yul Brynner. »
- Les Goristes également dans la chanson Les morpions ont disparu sur l'album À p'tits pas (2013)
- En 1987, le groupe de punk rock The Toy Dolls a écrit une chanson humoristique intitulée Yul Brynner was a skinhead.
- Dans la chanson One Night in Bangkok de Murray Head, il est fait référence à l'acteur : « The creme de la creme of the chess world in a show with everything but Yul Brynner ».
- Sur son premier LP en 2001, Stephen Malkmus fait référence à Yul Brynner dans Jo Jo's Jacket. L'intro de la chanson est d'ailleurs une interview de l'acteur à propos de son crâne rasé : « In a funny way, the shaving of my head has been a liberation from a lot of stupid vanities, really. It has simplified everything for me. It has opened a lot of doors maybe. »

### Cinéma
- Un des personnages principaux du film Rasta Rockett s'appelle Yul Brenner. Il a aussi le crâne rasé.
- En 1964, il était pressenti pour incarner le personnage de Fantômas, le rôle-titre de la série de films de André Hunebelle, mais à l'époque, Yul Brynner était une immense star et demandait un cachet très élevé, que ne pouvait se permettre Hunebelle, qui portera finalement son choix sur Jean Marais. Yul Brynner, lui, tournera en 1965 dans le film Morituri, avec Marlon Brando.
- Il fut proposé à Yul Brynner de revenir dans Les Colts des sept mercenaires, mais il refusa, les fans de la série en furent déçus[réf. souhaitée].

### Dans le langage courant

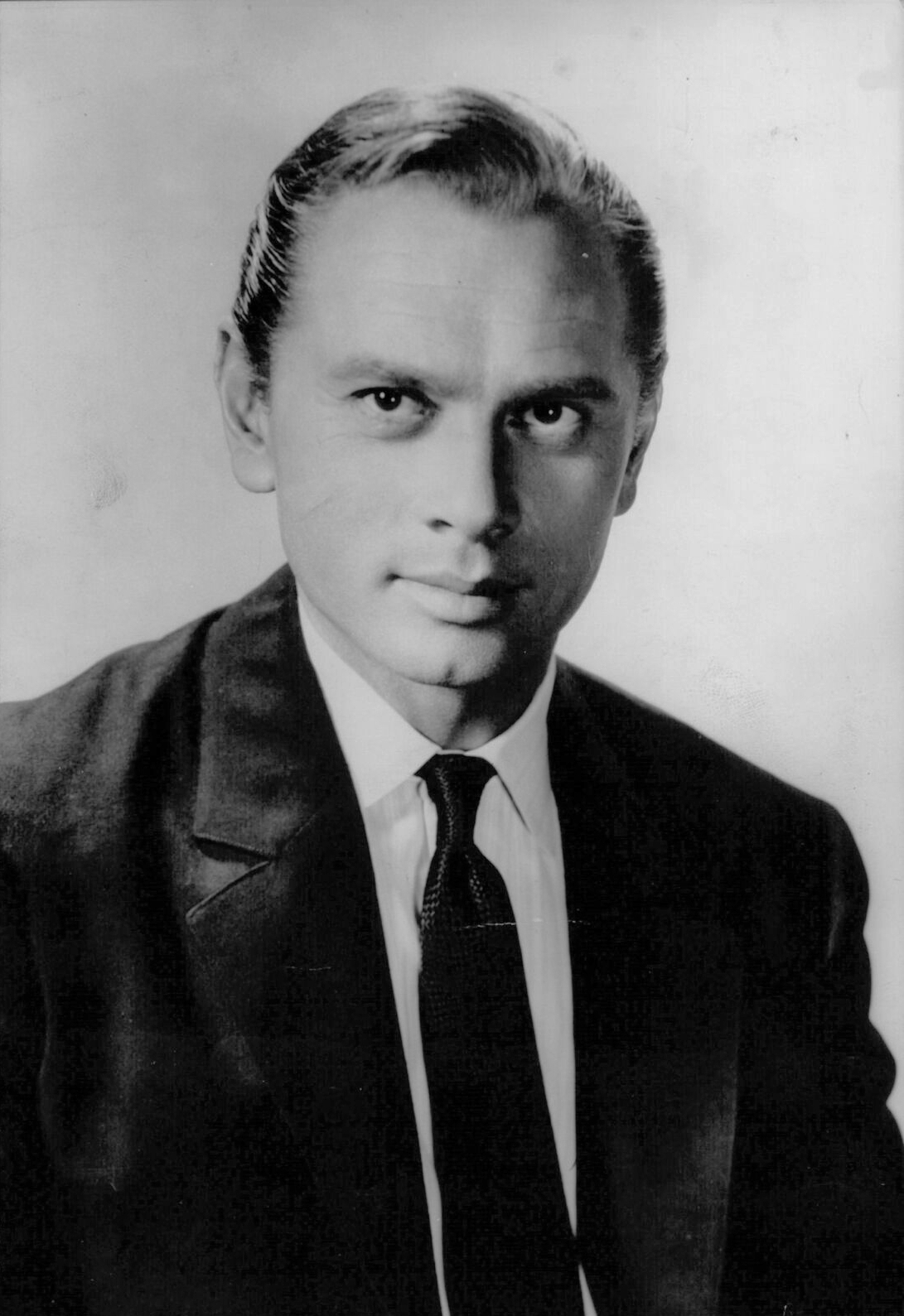
Yul Brynner en 1959.

Contrairement à la légende, Yul Brynner n'était pas chauve, mais comme il a fait toute sa carrière — sauf un seul film où il avait ses cheveux — avec un crâne chauve, on a fini par croire qu'il l'était naturellement[réf. souhaitée]. Or, c'était bien pour se démarquer des autres dans sa carrière cinématographique, et parce que cela lui allait très bien, qu'il a continué à se raser la tête ainsi, après l'avoir fait la première fois pour son rôle dans la pièce Le Roi et moi.
Yule est le nom donné dans le vocabulaire militaire à une coupe de cheveux très courte ou rasée. Le verbe dérivé est se faire yuler. On parle également de faire faire une coupe à la Yul Brynner ou une coupe Yul Brynner.

## Divers
Les photographies d'archives de la famille de Yul Brynner sont conservées au musée d'État Vladimir-Arseniev du kraï du Primorié à Vladivostok (kraï du Primorié) ; la collection a été numérisée pour le projet de bibliothèque numérique Meeting of Frontiers au début des années 2000.